# Grupa Svetske banke
Grupa Svetske banke (engl. World Bank Group, WBG) familija je od pet međunarodnih organizacija koje daju zajmove zemljama u razvoju. To je najveća i najpoznatija razvojna banka na svetu i posmatrač je Razvojne grupe Ujedinjenih nacija. Sedište banke je u Vašingtonu u Sjedinjenim Državama. Ona je obezbedila je oko 61 milijardu dolara zajmova i pomoći zemljama u razvoju i zemljama u tranziciji u 2014 fiskalnoj godini. Misija banke je da postigne svoj dvostruki cilj okončanja ekstremnog siromaštva i izgradnje zajedničkog prosperiteta. Ukupna pozajmica od 2015. godine za poslednjih 10 godina kroz finansiranje razvojne politike iznosi približno 117 milijardi dolara. Njenih pet organizacija su Međunarodna banka za obnovu i razvoj (IBRD), Međunarodna razvojna asocijacija (IDA), Međunarodna finansijska korporacija (IFC), Multilateralna agencija za garancije ulaganja (MIGA) i Međunarodni centar za rešavanje investicionih sporova (ICSID). Prve dve se ponekad zajednički nazivaju Svetska banka.
Aktivnosti Svetske banke (IBRD i IDA) usredsređene su na zemlje u razvoju, u oblastima kao što su ljudski razvoj (npr. obrazovanje, zdravstvo), poljoprivreda i ruralni razvoj (npr. navodnjavanje i seoske usluge), zaštita životne sredine (npr. smanjenje zagađenja, uspostavljanje i sprovođenje propisa), infrastruktura (npr. putevi, urbana regeneracija i električna energija), veliki projekti industrijske izgradnje i upravljanje (npr. antikorupcija, razvoj pravnih institucija). IBRD i IDA daju zajmove po povlašćenim stopama zemljama članicama, kao i grantove najsiromašnijim zemljama. Zajmovi ili grantovi za određene projekte često su povezani sa širim promenama politike u sektoru ili ekonomiji zemlje u celini. Na primer, zajam za unapređenje upravljanja priobalnim okolišem može biti povezan sa razvojem novih ekoloških institucija na nacionalnom i lokalnom nivou i primenom novih propisa za ograničavanje zagađenja.
Svetska banka je tokom godina dobijala razne kritike i ocrnjena je skandalom sa tadašnjim predsednikom banke Polom Vulfovicom i njegovim pomoćnikom Šaha Rizom 2007. godine.

## Istorija

### Osnivanje
formalno postoji od 27. decembra 1946, nakon međunarodne ratifikacije sporazuma iz Breton Vudsa, koji je proizašao iz Monetarne i finansijske konferencije Ujedinjenih nacija (1-22 jula 1944). Ova grupa je 1951. godine osnovala Osijanderov komitet, odgovoran za pripremu i evaluaciju Izveštaja o svetskom razvoju. Počevši sa radom 25. juna 1946, ona je odobrila svoj prvi zajam 9. maja 1947 (250 miliona američkih dolara Francuskoj za posleratnu obnovu, realno najveći zajam koji je Banka izdala do danas).

## Organizaciona struktura
Zajedno sa četiri pridružene agencije osnovane između 1957 i 1988, IBRD je deo Grupe Svetske banke. Sedište Grupe je u Vašingtonu. To je međunarodna organizacija je u vlasništvu vlada članica. Iako ostvaruje profit, on se koristi za podršku kontinuiranim naporima u smanjenju siromaštva.
Tehnički gledano, Svetska banka je deo sistema Ujedinjenih nacija, ali njena upravna struktura je različita: svaka institucija u Grupi Svetske banke je u vlasništvu vlada članica, koje rukovode njenim osnovnim akcijskim kapitalom, glasovima proporcionalnim akcijama. Članstvo daje određena glasačka prava koja su ista za sve zemlje, ali postoje i dodatni glasovi koji zavise od finansijskih doprinosa organizaciji. Predsednika Svetske banke imenuje predsednik Sjedinjenih Država, a bira ga Odbor guvernera Banke. Od 15. novembra 2009. godine Sjedinjene Države imale su 16,4% glasova, Japan 7,9%, Nemačka 4,5%, Velika Britanija 4,3% i Francuska 4,3%. Kako promene Statuta Banke zahtevaju super-većinu od 85%, SAD mogu da blokiraju sve veće promene u upravljačkoj strukturi Banke.

## Kriticizam
Niz nevladinih organizacija i akademika već dugo kritikuju Svjetsku banku. Među njima je i njen bivši glavni ekonomista Džosef Stiglic, koji je podjednako kritičan prema Međunarodnom monetarnom fondu, Ministarstvu finansija SAD i trgovinskim pregovaračima SAD-a i drugih razvijenih zemalja. Kritičari tvrde da su takozvane politike reforme slobodnog tržišta - za koje se banka zalaže u mnogim slučajevima - u praksi često štetne za ekonomski razvoj ako se sprovedu loše, prebrzo („šok terapija”), u pogrešnom redosledu, ili u vrlo slabim, nekonkurentnim ekonomijama. Ugovori o zajmu Svetske banke mogu takođe forsirati nabavke roba i usluga po nekonkurentnim, neslobodnim tržišnim cenama.‍:5 Drugi kritičari, poput Džona Perkinsa, označavaju međunarodne finansijske institucije kao nelegalne i nelegitimne, i kao vid prisilne američke diplomatije u sprovođenju finansijskog terorizma.
U delu „Gospodari iluzija: Svetska banka i siromaštvo nacija” (1996), Katrin Kofild tvrdi da pretpostavke i struktura delovanja Svetske banke ultimatno štete zemljama u razvoju, umesto da ih promovišu. U pogledu pretpostavki, Kofild prvo kritikuje visoko homogenizovane i zapadnjačke recepte „razvoja” koje drži Banka. Prema Svetskoj banci različite nacije i regioni su ekvivalentni, i spremni da se na njih primene uniformni razvojni pristupi. Opasnost ove pretpostavke je da se za postizanje čak i malih porcija uspeha usvajaju zapadnjački pristupi životu i napuštaju tradicionalne ekonomske strukture i vrednosti. Druga pretpostavka je da siromašne zemlje ne mogu da se modernizuju bez novca i saveta iz inostranstva.
Brojni intelektualci u zemljama u razvoju tvrde da je Svetska banka duboko umešana u savremeni način donatorskog i NGO vođenog imperijalizma, i da njen intelektualni doprinos prvenstveno funkcioniše u nastojanju da krivi siromašne za njihovo stanje.
Branioci Svetske banke tvrde da nijedna zemlja nije prinuđena da pozajmljuje svoj novac. Banka daje zajmove i grantove. Čak su i zajmovi koncesioni, jer se daju zemljama koje nemaju pristup međunarodnim tržištima kapitala. Štaviše, zajmovi, kako siromašnim, tako i zemljama sa srednjim dohotkom, imaju niže kamatne stope. Svetska banka tvrdi da može više pomoći razvoju putem zajmova nego bespovratnih sredstava, jer se novac vraćen na zajmovima može pozajmiti za druge projekte.
Takođe su izražene kritike prema IFC-u i MIGA, i njihovom načinu procene društvenog i ekološkog uticaja njihovih projekata. Kritičari navode da se, iako IFC i MIGA imaju više ovih standarda od Svetske banke, oni se uglavnom oslanjaju na klijente iz privatnog sektora da nadgledaju njihovu primenu, i da im u ovom kontekstu nedostaje nezavisna institucija za nadzor. Zbog toga je potreban opsežni pregled strategije primene socijalnih i ekoloških standarda od strane institucija.

### Navodi o korupciji
Integritetno potpredsedništvo Svetske banke (INT) zaduženo je za istragu unutrašnjih prevara i korupcije, uključujući prijem žalbi, istragu i izveštaje o istrazi.

### Investicije
Grupa Svetske banke takođe je kritikovana zbog ulaganja u projekte problematične u pogledu ljudskih prava.
Savetnik za poštovanje zakonskih propisa (CAO) kritikovao je zajam koji je Svetska banka dala kompaniji za palmino ulje Dinant nakon državnog udara u Hondurasu 2009. godine. U regionu u kojem je Dinant delovao došlo je do brojih korepresivnih ubistva.
Ostale kontroverzne investicije uključuju zajmove za hidroelektranu Čiksoj u Gvatemali, dok je bila pod vojnom diktaturom, i zajam Goldkorpu (tada Glamis Gold) za izgradnju rudnika Marlin.
Kongresno-izvršna komisija za Kinu je 2019. godine sprovela istragu Svetsku banku po pitanju zajma u Sinkjangu u Kini, koji je korišćen za kupovinu bezbedonosne vrhunske, uključujući opremu za prismotru. Svetska banka je pokrenula internu istragu kao odgovor na optužbu. U avgustu 2020. godine, američki zakonodavci doveli su u pitanje nastavak isplate zajma.

## Spoljašnje veze
- Zvanični veb-sajt
- „More Chinese at helm of international organisations”. The Straits Times. Приступљено 3. 10. 2018.[мртва веза]
- „Indonesia's president appoints World Bank's Sri Mulyani as finance minister”. The Star. Приступљено 3. 10. 2018.